# Ängsrutemal
Ängsrutemal, Ethmia pyrausta är en fjärilsart som först beskrevs av Peter Simon Pallas 1771.  Ängsrutemal ingår i släktet Ethmia och familjen Ethmiidae. Enligt den svenska rödlistan är arten starkt hotad, EN, i Sverige. Arten förekommer sällsynt från Södermanland och norrut, lokalt och med stora luckor i utbredningen, till Härjedalen, Jämtland och Ångermanland. I övriga Norden finns den i södra Finland, där den enligt finländska rödlistan är listad som akut hotad, CR. Inga underarter finns listade i Catalogue of Life.

## Bildgalleri

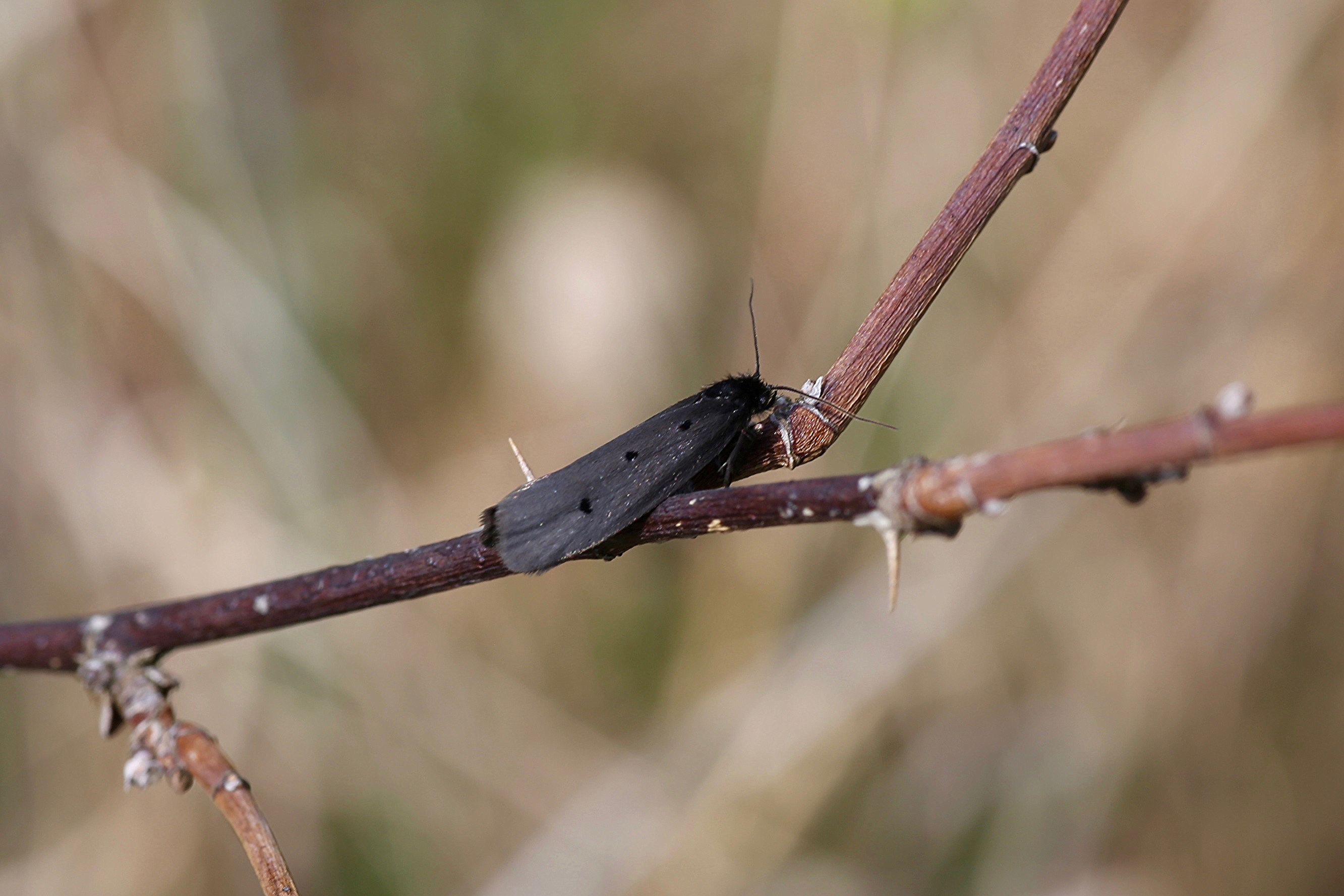
Imago fjäril
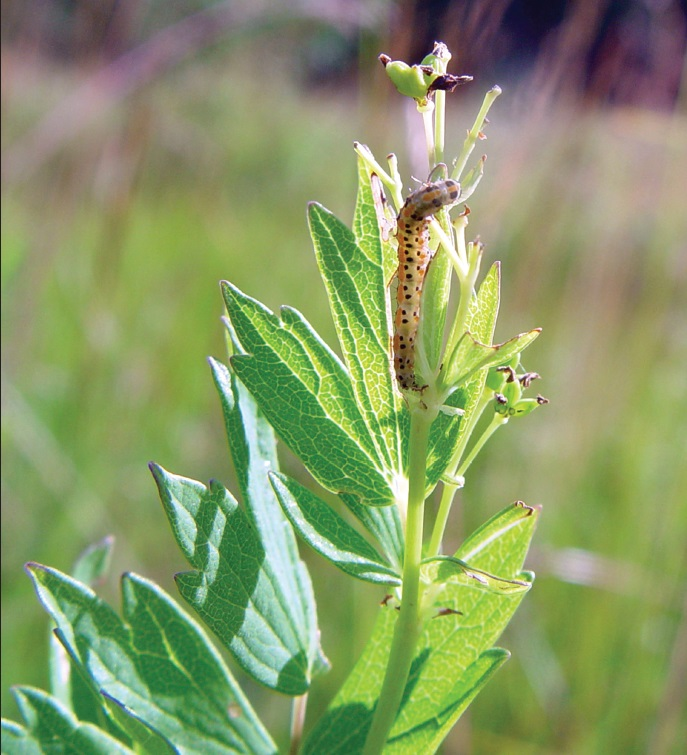
Larv på någon ruta (Thalictrum sp.)
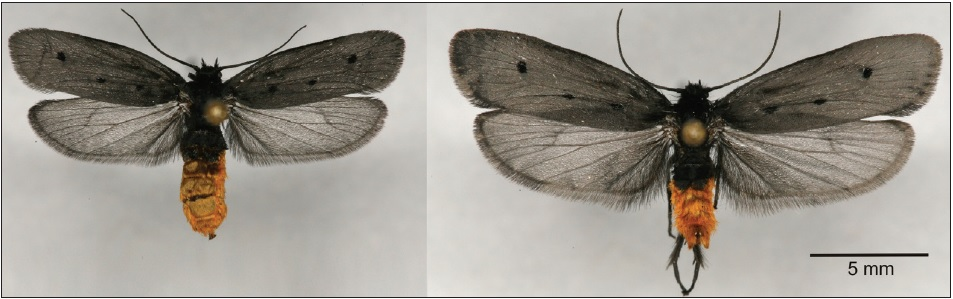
Insamlade och preparerade fjärilar